# Kehle (Dach)

Bezeichnungen am Dach

Die Kehle (auch die Kehl, sowie Ichse, z. B. in Wien) bezeichnet eine Linie (Kante) am Dach, an der zwei Dachflächen dort aufeinandertreffen, wo es eine Innenecke des Gebäudes gibt, d. h. die Ecke hat im Grundriss auf der Innenseite einen Winkel von mehr als 180°.
Der Grat ergibt sich dagegen bei einer Außenecke, d. h. die Ecke hat im Grundriss auf der Innenseite des Gebäudes einen Winkel von weniger als 180°.
Auch die Dachflächen haben, innen gemessen, zueinander einen erhabenen Winkel, mit mehr als 180°. Er ist aber kleiner als der Winkel der Mauern im Grundriss.
Selten stoßen zwei Dachflächen mit ihren Traufen aneinander, wo sich dann eine waagerechte Kehle bildet. 
Auch der Dachbruch von einer Flachdachgaube mit dem oberen Hauptdach wird als Kehle bezeichnet.
Bei hölzernen Dachkonstruktionen kann an der Kehllinie ein Kehlsparren liegen. Bei traditioneller Eindeckung mit Dachziegeln werden die Kehlen und Traufen vom Dachdecker immer zuerst gedeckt, Grate und Firste dagegen zuletzt.